# Bikers brothers festival
Bikers brothers festival — один из крупнейших мотофестивалей в России, проходит в московской области с 2012 года.

## История
Первый мотофестиваль Bikers Brothers состоялся 16 июня 2012 года на территории оздоровительного комплекса «БОР» в Подмосковье.
До 2014 года фестиваль назывался Harley Brothers Festival.
Ежегодно, фестиваль проходит в два дня и собирает более 5000 человек.
Шоу-программа фестиваля состоит из дневного блока с выступлением юных талантов, выступления рок команд, спортивных состязаний, конкурсов и интерактивов.
В конце фестиваля разыгрывается мотоцикл.
Фестиваль организовывает московский мотоклуб Bikers Brothers MC. До 2022 года фестиваль поддерживал дилер Harley-Davidson.
В 2021 году фестиваль стал входить в государственный проект «Лето в Подмосковье».
В 2024 году фестиваль посетили более 8 000 человек. Основная цель мероприятия – популяризация семейных ценностей.

### Даты проведения фестиваля
- 16 июня 2012
- 01 июня 2013
- 31 мая 2014
- 06 июня 2015
- 03-04 августа 2016
- 02—03 июня 2017
- 24—25 августа 2018
- 23—24 августа 2019
- 21—22 августа 2020
- 20—21 августа 2021
- 19—20 августа 2022
- 23—24 августа 2024